# La Ferté-Imbault
La Ferté-Imbault là một xã thuộc tỉnh Loir-et-Cher trong vùng Centre-Val de Loire miền trung nước Pháp.